# Grajaú (distrito de São Paulo)
Grajaú es un distrito ubicado en la zona sur de la ciudad de São Paulo, Brasil. Administrativamente pertenece a la subprefectura de Capela do Socorro. Es el distrito más populoso de toda la ciudad de São Paulo.

## Distritos limítrofes
- Cidade Dutra y Pedreira (norte)
- Municipio de São Bernardo do Campo (este)
- Parelheiros (sur y oeste)